# LessWrong
LessWrong (також записується як Less Wrong) — це блог спільноти та вебфорум, присвячений обговоренню когнітивних упереджень, філософії, психології, економіки, раціональності, штучного інтелекту та інших суміжних тем.